# سيف الدولة بن هود

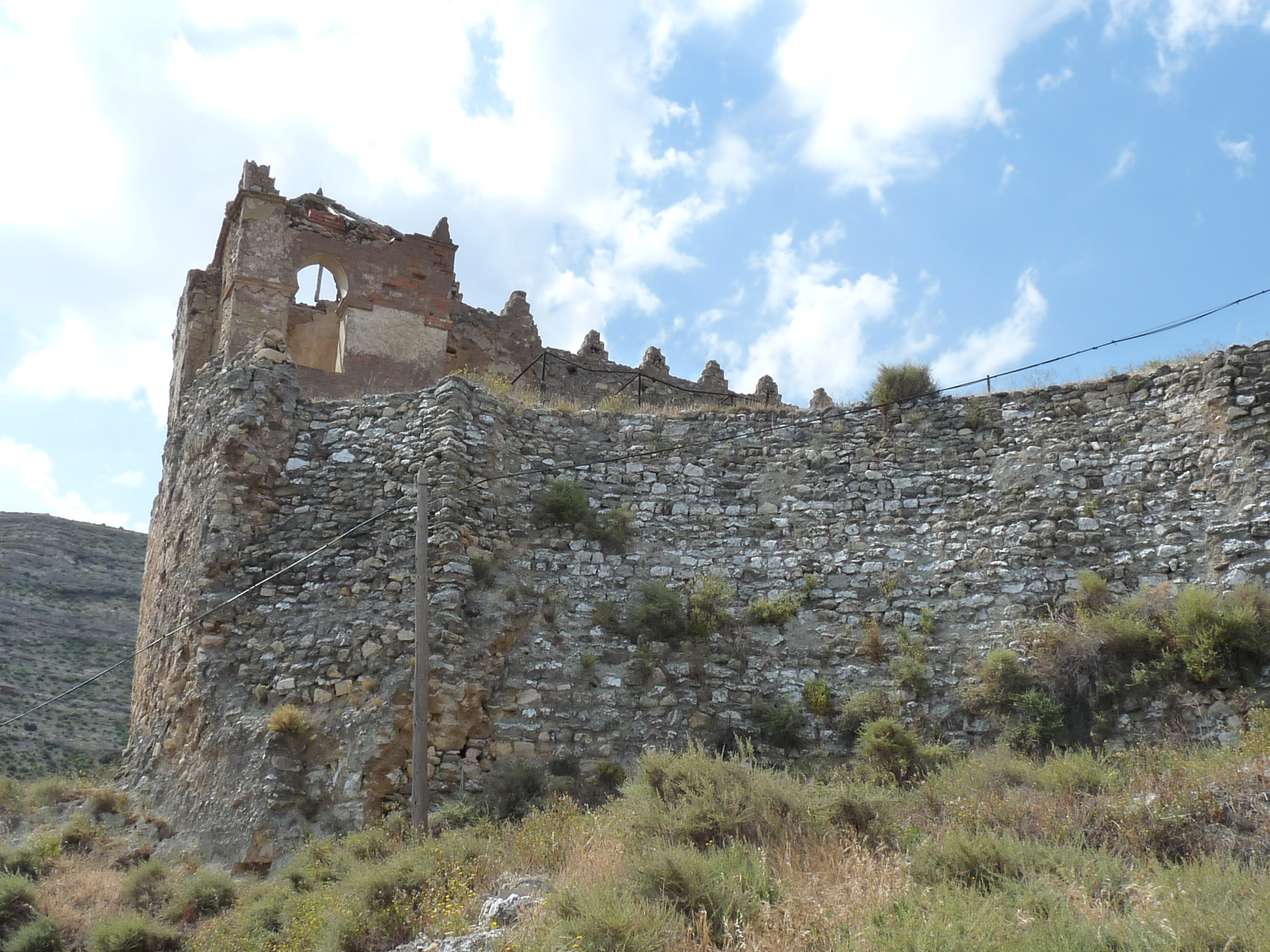
أطلال حصن روطة.

أبو جعفر أحمد بن عبد الملك بن هود (المتوفي في 21 شعبان 540 هـ/5 فبراير 1146 م) الملقب سيف الدولة والمعروف في المصادر الغربية باسم Zafadola هو ابن عماد الدولة بن هود آخر حكام طائفة سرقسطة من بني هود قبل أن يضمها المرابطون سنة 504 هـ/1110 م. سيطر سيف الدولة على بعض الحصون التي انزوى فيها أبوه بعد أن خلعه المرابطون، وكانت قاعدته حصن روطة.
كان أبوه قد تحصّن في حصن روطة بعدما خلعه المرابطون، وهناك تلقّى مساعدات عسكرية من ألفونسو المحارب ملك أراغون، فسيطر على مدينتي روطة وبرجة وأحوازهما. في 524 هـ/1130 م، توفي عماد الدولة، وخلفه ابنه سيف الدولة. وفي سنة 534 هـ/1139 م، أرسل سيف الدولة رسله إلى بلاط ألفونسو السابع ملك قشتالة ليعلن ولائه لقشتالة، ويعرض تسليمه روطة مقابل العيش وبنيه في كنف ألفونسو السابع. عوّض ألفونسو السابع سيف الدولة بأن أقطعه بعض القلاع بالقرب من طليطلة.
شارك سيف الدولة مع جيوش قشتالة ضد المرابطين في بعض المعارك في جيّان وغرناطة ومرسية، كما قاتل إلى جوارهم ضد قوات ألفونسو المحارب. وفي سنة 1135 م، حضر سيف الدولة حفل تنصيب ألفونسو السابع إمبراطورًا على هسبانيا في ليون.
وفي رمضان 539 هـ/مارس 1145 م، لما قامت ثورة أهل قرطبة على المرابطين، جعلوا القاضي ابن حمدين حاكمًا عليهم، ثم خلعوه بعد فترة قصيرة، واستدعوا قطاعًا من وجهاء المدينة سيف الدولة ليحكمها، فلبى سيف الدولة الدعوة، ولكن لم تمض أيام إلا وثار قطاع آخر من أهلها ضده فغادر المدينة على عجل. وسار إلى جيّان وانتزعها من القاضي ابن جزى، واستدعاه أهل مرسية فدخلها في 18 رجب 540 هـ/3 يناير 1146 م، قُتل سيف الدولة وهو يحارب إلى جوار القشتاليين في معركة جنجالة.